# Maoping (ort i Kina, Guizhou)
Maoping är en ort i Kina. Den ligger i provinsen Guizhou, i den sydvästra delen av landet, omkring 260 kilometer öster om provinshuvudstaden Guiyang. Antalet invånare är 1 123.